# 斯特拉頓鎮區 (伊利諾伊州埃德加縣)
斯特拉頓鎮區（英語：Stratton Township）是位於美國伊利諾伊州埃德加縣的一個行政鎮區。

## 地方資料
根據2010年美國人口普查的數據，斯特拉頓鎮區的面積為64.00平方千米，當中陸地面積為64.00平方千米，而水域面積為0.00平方千米。當地共有人口455人，而人口密度為每平方千米7.11人。